# Rubus fraxinifolius
Rubus fraxinifolius là loài thực vật có hoa trong họ Hoa hồng. Loài này được Poir. miêu tả khoa học đầu tiên năm 1806.